# Джон Маккрей
Подполковник Джон Александър Маккрей (на английски: John Alexander McCrae; 30 ноември 1872 – 28 януари 1918) е канадски поет, писател, художник, участник в Първата световна война, лекар и хирург по време на Второто сражение при Ипър (Второ Фландърско сражение) през 1914 г. Той е най-известен със своята военна мемориална поема „Във Фландърските полета“ (In Flander Fields).

## Биография
Маккрей е роден в Гуелф, Онтарио и е внук на шотландски имигранти. Учи в Гуелфския колегиален университет, става член на военния полк в Гуелф. През 1893 г. завършва Кралския военен колеж на Канада със специалност артилерист, произведен е в чин капитан.
Същевременно Маккрей работи за своята бакалавърска степен в университета на Торонто през 1892 – 93. Докато учи там е член на полка в Торонто Собствените пушки на кралицата в Канада, където стига до чин капитан и командва ротата. Налага му се да прекъсне своето обучение поради честите проблеми с астмата си.
Измежду другите документи в къщата на Маккрей в Гуелф се намира и писмо, което той пише на 18 юни 1893 до Лаура Кейнс, докато учи за артилерист в Кралския военен колеж на Канада в Кингстън, Онтарио. В писмото Маккрей пише: "... Имам прислужник... Доста елегантно място е всъщност... Моите прозорци гледат към залива и са близо до водата; в порта има доста кораби в момента, а реката изглежда много красиво."
Той става магистър по английски и математика през 1894 в Селскостопанския колеж.
Джон Маккрей се завръща в университета в Торонто и завършва своята бакалавърска степен. По-късно учи медицина. Докато учи в университета, Маккрей се включва в братството „Зета Пси“ и публикува своите първи поеми.
Докато е в медицинското училище, той дава уроци на други студенти, за да успее да плати собственото си обучение. Две от неговите ученички са сред първите жени доктори в Онтарио.
Маккрей завършва своята лекарска специализация в болница „Робърт Гарет“, дом за възстановяващи се деца в Балтимор, Мериленд.
През 1902 е назначен за патолог в Монреалската болница, а след това също става и асистент-патолог в Кралската болница „Виктория“ в Монреал. През 1904 г. е назначен за лекарски сътрудник в същата болница. По-късно същата година заминава за Англия, където учи няколко месеца и става член на Кралския колеж на лекарите.
През 1905 г. Маккрей започва своята практика, въпреки че продължава да чете лекции в няколко болници. Назначен е за патолог в Монреалската болница за бебета и бездомни деца през 1905. През 1908 работи като лекар в Кралската болница „Александра“ за инфекциозни болести.
През 1910 той придружава лорд Грей, генерал-губернатор на Канада, на кану-пътуване до залива Хъдсън, при което Маккрей служи като лекар на експедицията.
Той работи и в артилерийските части по време на Втората Бурска война и след неговото завръщане е назначен като професор по патология в университета във Вермонт, където преподава до 1911 г. Маккрей също преподава и в университета Макгил в Монреал, Квебек.
Когато Обединеното кралство обявява война на Германската империя в началото на Първата световна война, Канада като част от Британската империя също обявява война. Маккрей е назначен като полеви хирург в канадската артилерия и е начело на полева болница по време на битката при Ипър през 1915 г. Приятелят и предишен студент на Маккрей Алексис Хелмър е убит в битката и неговото погребение представлява вдъхновението, повлияло на Маккрей да напише своята най-известна творба „Във Фландърските полета“ („In Flander Fields“), написана на 3 май 1915 и публикувана за пръв път в списание „Пънч“ („Punch“).
На 1 юни 1915 на Маккрей му е заповядано да се оттегли от артилерията, за да създаде канадската основна болница номер 3 в близост до Булон сюр Мер, Западна Франция. К.Л.К. Алисън рапортува, че Маккрей „съвсем невоенно [ми] каза какво мисли за това да бъде изпратен в болницата и да бъде отделен от неговите обичани оръдия. Последните му думи към мен бяха: „Алисън, всичките проклети доктори на света няма да спечелят тази война – това, от което се нуждаем, са повече войници.“
Поемата „Във Фландърските полета“ се появява анонимно в списание „Punch“ на 8 декември 1915 г., но през същата година Маккрей е обявен за нейния автор. Стихът веднага става един от най-известните поеми през войната и е използван в безброй кампании за набирания на средства. Творбата се превежда на много езици (на латински например заглавието е „In agro belgico“). „Във Фландърските полета“ е издадена с голям успех и в САЩ.
За осем месеца болницата, където Маккрей служи, представлява редица палатки, наречени „дурбар“ (дарени от управителя на индийското княжество Бопал и докарани с кораби от Индия), но след наводнения, бури и мраз болницата е преместена през февруари 1916 в Йезуитския колеж в Булон сюр Мер.
Маккрей, вече известено име, говори за своята неочаквана слава с известно количество хумор, желаейки "да печатат „Във Фландърските полета“ правилно – това никога не се случва в днешно време", но (както пише неговия биограф) „той се задоволяваше с това, че поемата дава възможност на хората да видят къде лежи техния дълг.“
На 28 януари 1918, докато все още командва болницата, Маккрей умира от пневмония. Той е погребан с всички почести в отделението в гробището на Вимерукс на Федерацията на военните гробове, само на няколко километра по брега от Булон сюр Мер. Конят на Маккрей „Бонфайър“ (Bonfire) води процесията. Надгробният камък на Джон Маккрей е поставен легнал, както са и всички останали поради песъчливата почва.

## Завет
Маккрей е съавтор, заедно с Дж. Г. Адами, на медицинската книга „Ръководство по патология за студентите по медицина“ (1912, 2-ро издание 1914). Той е и брат на д-р Томас Маккрей, професор по медицина в медицинското училище „Джон Хопкинс“ в Балтимор и близък сътрудник на сър Уилям Ослър, известен канадски доктор.
Няколко институции са наречени на името на Маккрей в негова част. Четири училища в Онтарио носят неговото име. В сегашния Военен музей на Канада има галерия със специални изложби, наречена „Галерията на подполковник Джон Маккрей“. В родния му град се намира неговата къща музей.
В Ипър, град в Белгия, има музей, наречен „Във Фландърските полета“, а също и снимка, и биографичен мемориал в чест на Маккрей в църквата „Св. Джордж“ в същия град.

## „Във Фландърските полета“
В сборника с произведения на Маккрей от 1919 г. „In Flanders Fields and Other Poems“ има 2 версии на поемата, отпечатаната тук и копието от ръкописа, където пише „grow“ (растат) вместо „blow“ (цъфтят).
In Flanders fields the poppies blow

Between the crosses, row on row,

 That mark our place; and in the sky

 The larks, still bravely singing, fly

Scarce heard amid the guns below.

We are the Dead. Short days ago

We lived, felt dawn, saw sunset glow,

 Loved and were loved, and now we lie

 In Flanders fields.

Take up our quarrel with the foe:

To you from failing hands we throw

 The torch; be yours to hold it high.

 If ye break faith with us who die

We shall not sleep, though poppies grow

 In Flanders fields.

### Превод
В полетата на Фландрия маковете цъфтят (растат)
между кръстовете, ред след ред,
това бележи нашето място;
и в небето чучулигите все още пеят смело,
летят, оскъдно чути сред оръжията долу.
Ние сме мъртвите.
Преди дни живяхме, почувствахме зората,
видяхме слънчевия залез,
обичахме и бяхме обичани, а сега лежим
в полетата на Фландрия.
Поемете нашата кавга с врага:
към вас от немощни ръце ние хвърляме факела;
да бъде ваш, за да го държите високо.
Ако нарушите вярата в нас, които умираме,
няма да спим, въпреки че маковете растат
в полетата на Фландрия.